# Agathosma bathii
Agathosma bathii är en vinruteväxtart som först beskrevs av Dümmer, och fick sitt nu gällande namn av Neville Stuart Pillans. Agathosma bathii ingår i släktet Agathosma och familjen vinruteväxter. Inga underarter finns listade i Catalogue of Life.